# Wes Ramsey
Pour les articles homonymes, voir Ramsey.
Wes Ramsey est un acteur américain né le 6 octobre 1977, dans le Kentucky.

## Biographie
Wesley "Wes" Albert Ramsey est né le 6 octobre 1977 à Louisville, dans le Kentucky, aux États-Unis.

## Carrière
Il débute au cinéma en 2003 dans le film La Tentation d’Aaron. La même année, il obtient le rôle de Wyatt Matthew Halliwell (adulte) dans la série Charmed.
Il joue le rôle de Dave Benton dans Les Experts : Miami entre 2009 et 2012.
En 2011, il joue dans la série The Playboy Club, mais elle est annulée après une saison.
Il participe à quelques épisodes dans les séries Dr House, Les Experts : Manhattan ou encore The Event.
Depuis 2017, il est présent dans la série Hôpital central.

## Filmographie

### Cinéma

#### Longs métrages
- 2003 : La Tentation d'Aaron (Latter Days) de C. Jay Cox : Christian Markelli
- 2005 : L.A. Dicks de Dean Alioto : Un membre du studio
- 2006 : Bickford Shmeckler's Cool Ideas de Scott Lew : Rob
- 2006 : Slippery Slope de Sarah Schenck : Martin Breedlove
- 2007 : Brotherhood Of Blood de Michael Roesch et Peter Scheerer : Fork
- 2008 : Blood Bride : Les Noces de sang(Dark Honeymoon) de David O'Malley : Jay
- 2008 : Dracula's Guest de Michael Feifer : Bram Stoker
- 2018 : Last Seen in Idaho d'Eric Colley : Franco
- 2018 : Two Pictures d'Eric Stone : Conrad
- 2018 : Perception d'Ilana Rein : Daniel

#### Court métrage
- 2018 : Magnetic Plasma for mass(es) Enlightenment de Drew Fuller : Craig

### Télévision

#### Séries télévisées
- 2001 - 2002 / 2008 : Haine et Passion (Guiding Light) : Sam Spencer
- 2003 : Luis : Greg
- 2003 - 2006 : Charmed : Wyatt Matthew Halliwell (adulte)
- 2003 / 2009 - 2012 : Les Experts : Miami (CSI : Miami) : Kip Miller / Dave Benton
- 2009 : Heroes : Roy
- 2009 : Des jours et des vies (Days of our Lives) : Owen Kent
- 2010 : Les Experts : Manhattan (CSI : NY) : Dave Benton
- 2010 : Dr House : Miles
- 2010 : The Event : Greg Kevin
- 2010 / 2013 - 2016 : Venice : The Series : Van
- 2011 : The Playboy Club : Max
- 2012 : Grey's Anatomy : Jimmy
- 2013 : Castle : John Henson
- 2013 : Pretty Little Liars : Jesse Lindall
- 2013 : Mentalist : Charlie
- 2014 : Stalker : Jason Walker
- 2015 : Code Black : Matt
- 2017 - 2022 : Hôpital central (General Hospital) : Peter August
- 2021 : Sidetracked : Donovan Van Gott

#### Téléfilms
- 2005 : Bitter Sweet de Del Bigtree : Conrad
- 2007 : Démons de pierre (Reign of the Gargoyles) d'Ayton Davis : Will
- 2009 : Le Voyage fantastique du capitaine Drake (The Immortal Voyage of Captain Drake) de David Flores : Peter Easton
- 2015 : Delivrance Creek de Jon Amiel : Nate Cooper